# Яким Божинов
Яким Божинов Запрянов е български учител, революционер и дарител от Македония, деец на Вътрешната македоно-одринска революционна организация.

## Биография
Яким Божинов е роден в 1882 година в солунското село Сарамурово, тогава в Османската империя. Началното си образование получава в Бугариево, а след това до 1905 година учи в Солунската българска мъжка гимназия. От 1905 година до избухването на Балканската война в 1912 година е български учител в Македония, като същевременно се занимава и с революционна дейност.
След Междусъюзническата война в 1913 година се изселва в Свободна България и от 1914 до 1918 година е учител, а от 1918 до 1920 година – кмет на гюмюрджинското село Ясъкьой.
След загубата на Западна Тракия се заселва в Хасково. В града Божинов е представител на македонската емиграция пред българските власти. От 1922 до 1937 година е учител в кърджалийското село Деведере, където създава основно и вечерно училище и трапезария за бедни ученици. Женен е за учителката и революционерка от Юнчиите Мария Божинова (1882 – 1938).

## Дарителство
След смъртта на съпругата си Божинов решава да дари спестените им пари в полза на учащите се деца. На 10 юли 1939 година дарява 70 000 в облигации от Българския държавен заем (1923) за образуване при Министерството на народното просвещение на фонд на името на съпругата му и на негово име. 20% от годишните приходи от фонда Запрянов иска да отиват за капитализиране. 50% са за основните училища в квартал „Надежда“ в Пловдив, като с тях се подпомагат с дрехи, обувки и учебни пособия бедни, прилежни и с примерно поведение ученици и ученички, по произход от селата Юнчиите, Сарамурово и Бугариево. Останалите 30% от годишния приход са за награди, връчвани по решение на учителските съвети в края на учебната година на отличилите се по родознание трима ученици от споменатите села, завършващи прогимназия или гимназия в Пловдив.
Фондът е учреден със заповед от 14 август 1939 година на Министерството на народното просвещение, което поема управлението му. Към 1 януари 1944 година фондът възлиза на 83 717 лева, а към 1 януари 1947 година – на 93 888 лева. В 1948 година фондът е ликвидиран с вливането на фонд „Завещатели и дарители“ при МНП в държавния бюджет.